# Jovellanos
Jovellanos är en ort i Kuba.   Den ligger i provinsen Matanzas, i den nordvästra delen av landet, 130 km öster om huvudstaden Havanna. Jovellanos ligger 44 meter över havet och antalet invånare är 47 164.
Terrängen runt Jovellanos är platt. Runt Jovellanos är det ganska tätbefolkat, med 120 invånare per kvadratkilometer. Närmaste större samhälle är Máximo Gómez, 19,8 km nordost om Jovellanos. Omgivningarna runt Jovellanos är en mosaik av jordbruksmark och naturlig växtlighet.